# Guilhòs
Guilhòs (en francès Guillos) és un municipi francès situat al departament de la Gironda i a la regió de la Nova Aquitània.
A la reforma administrativa després de la Revolució Francesa la parròquia de Sant Martí de Guilhos esdeve un municipi. L'any IX (1800-1801), el municipi es va unir Landiràs que esdeve Landiras-et-Guillos. El 1850 torna a ser un municipi independent.

## Demografia
| 1962                                       | 1968 | 1975 | 1982 | 1990 | 1999 | 2007 | 2019 |
| ------------------------------------------ | ---- | ---- | ---- | ---- | ---- | ---- | ---- |
| 250                                        | 253  | 225  | 266  | 372  | 356  | 387  | 451  |
| Des de 1962: població sense dobles comptes |      |      |      |      |      |      |      |